# 2010年MTV歐洲音樂大獎
2010年MTV歐洲音樂大獎在2010年11月7日於馬德里舉行。主持人為伊娃·朗格莉亞。 入圍名單在9月20日公布。

## 入圍名單
得獎人以粗體顯示

### 最佳歌曲
- 阿姆（featuring 蕾哈娜）—《Love the Way You Lie》
- 女神卡卡—《羅曼死》
- 凱蒂·佩芮（featuring 史努比狗狗）—《California Gurls》
- 蕾哈娜—《Rude Boy》
- 亞瑟小子－（featuring 威爾）—《OMG》

### 最佳音樂錄影帶
- 30秒上火星 —《Kings and Queens》
- 阿姆（featuring 蕾哈娜）—《Love the Way You Lie》
- LADY GAGA（featuring 碧昂絲）—《Telephone》
- 凱蒂·佩芮（featuring 史努比狗狗）—《California Gurls》
- Plan B —《Prayin'》

### 最佳女歌手
- 麥莉·希拉
- 女神卡卡
- 凱蒂·佩芮
- 蕾哈娜
- 夏奇拉

### 最佳男歌手
- 小賈斯汀
- 阿姆
- 安立奎
- 亞瑟小子
- 肯伊·威斯特

### 最佳新人
- 巴比瑞
- 小賈斯汀
- 傑森·迪路洛
- 惡女凱莎
- Plan B

### 最佳流行歌手
- 麥莉·希拉
- 女神卡卡
- 凱蒂·佩芮
- 蕾哈娜
- 亞瑟小子

### 最佳搖滾歌手
- 30秒上火星
- 里昂王族
- 聯合公園
- 謬思樂團
- 奧茲·奧斯朋

### 最佳另類歌手
- 拱廊之火
- 街頭霸王
- 流言蜚語
- 帕拉摩爾
- 吸血鬼週末

### 最佳嘻哈歌手
- 阿姆
- 小韋恩
- 史努比狗狗
- T.I.
- 肯伊·威斯特

### 最佳現場藝人
- 邦喬飛
- 里昂王族
- 女神卡卡
- 聯合公園
- 謬思樂團

### 最佳世界舞台演出
- 30秒上火星
- 街頭霸王
- 年輕歲月
- 謬思樂團
- 凱蒂·佩芮
- 東京飯店

### 最佳突破藝人
- 巴比瑞
- 小賈斯汀
- 亞歷珊卓（Alexandra Burke）
- 傑森·迪路洛
- 鼓動樂團
- 傷痛樂團
- 惡女凱莎
- 麥克·波斯納
- 格林老師（Professor Green）
- 魔法少女席琳娜（Selena Gomez & the Scene）

### 最佳歐洲藝人
- Afromental（英语：Afromental）（波蘭）
- 季馬·比蘭（俄羅斯）
- 安立奎（西班牙）
- Inna（羅馬尼亞）
- 马尔科·门戈尼（義大利）

### 全球巨星
- 邦喬飛 [3]

### 解放心靈
- 夏奇拉

## 地區獎項
得獎人以粗體顯示

### 最佳英國與愛爾蘭新人
- 曖昧樂團（英格蘭）
- 艾麗·高登（英格蘭）
- 瑪琳娜·藍布里尼·戴曼迪斯（威爾斯）
- 蘿克絲（Rox，英格蘭）
- 天霸泰尼（英格蘭）

### 最佳丹麥藝人
- 節奏排排站
- Burhan G（英语：Burhan G）
- Medina（英语：Medina (singer)）
- Rasmus Seebach（英语：Rasmus Seebach）
- Turboweekend

### 最佳芬蘭藝人
- 幻影樂團（Amorphis）
- 琪蘇
- Fintelligens（英语：Fintelligens）
- Stam1na
- Jenni Vartiainen

### 最佳挪威藝人
- Casiokids（英语：Casiokids）
- Karpe Diem
- Susanne Sundfør
- Tommy Tee（英语：Tommy Tee）
- Lars Vaular

### 最佳瑞典藝人
- 肯特樂團
- Lazee（英语：Lazee）
- 蘿蘋
- 麥克史諾樂團（Miike Snow）
- 瑞典浩室黑手黨

### 最佳德國藝人
- Gentleman（英语：Gentleman (musician)）
- Jan Delay（英语：Jan Delay）
- Xavier Naidoo（英语：Xavier Naidoo）
- Sido（英语：Sido (rapper)）
- Unheilig（英语：Unheilig）

### 最佳義大利藝人
- Malika Ayane（英语：Malika Ayane）
- Dari（英语：DARI (Italian band)）
- 马尔科·门戈尼
- 蘇諾拉二重唱（Sonohra）
- Nina Zilli

### 最佳荷蘭與比利時藝人
- Caro Emerald（英语：Caro Emerald）（荷蘭）
- The Opposites（荷蘭）
- Stromae（比利時）
- The Van Jets（比利時）
- Waylon（荷蘭）

### 最佳法國藝人
- Ben l’Oncle Soul
- 大衛·庫塔
- 鳳凰樂團（Phoenix）
- Pony Pony Run Run（英语：Pony Pony Run Run）
- Sexion D’Assaut[4]

### 最佳波蘭藝人
- Afromental（英语：Afromental）
- Agnieszka Chylińska（英语：Agnieszka Chylińska）
- Hey（英语：Hey (band)）
- Mrozu
- Tede（英语：Tede (rapper)）

### 最佳西班牙藝人
- 安立奎
- Lori Meyers
- Najwa Nimri（英语：Najwa Nimri）
- La Mala Rodríguez（英语：La Mala Rodríguez）
- SFDK（英语：SFDK (band)）

### 最佳俄羅斯藝人
- A-Studio（英语：A-Studio）
- 季馬·比蘭
- Noize MC
- Serebro
- Timati（英语：Timati）

### 最佳羅馬尼亞藝人
- Dan Bălan（英语：Dan Bălan）
- Connect-R
- Deepcentral
- Inna
- Edward Maya and Vika Jigulina

### 最佳葡萄牙藝人
- Deolinda（英语：Deolinda）
- Diabo na Cruz
- Legendary Tiger Man（英语：Legendary Tiger Man）
- Nu Soul Family
- Orelha Negra

### 最佳亞得里亞海藝人
- Gramophonedzie（英语：Gramophonedzie）（塞爾維亞）
- Zlatan Stipišić Gibo（英语：Zlatan Stipišić Gibonni）（克羅埃西亞）
- Leeloojamais（斯洛維尼亞）
- Edo Maajka（英语：Edo Maajka）（波士尼亞與赫塞哥維納）
- Negative（英语：Negative (pop/rock band)）（塞爾維亞）

### 最佳阿拉伯藝人
- Joseph Attieh（英语：Joseph Attieh）（黎巴嫩）
- Mohamed Hamaki（英语：Mohamed Hamaki）（埃及）
- Khaled Selim（埃及）

### 最佳匈牙利藝人
- Hősök
- Kiscsillag
- The Kolin
- Nemjuci
- Neo

### 最佳烏克蘭藝人
- Alyosha（英语：Alyosha (singer)）
- Antibodies
- Max Barskih
- Dio.filmy
- Kryhitka

### 最佳希臘藝人
- Μelisses
- 萨基斯·鲁瓦斯
- Stavento[5]
- Myron Stratis
- Vegas

### 最佳以色列藝人
- Sarit Hadad（英语：Sarit Hadad）
- Infected Mushroom（英语：Infected Mushroom）
- Karolina（英语：Karolina (singer)）
- Ivri Lider
- Hadag Nahash（英语：Hadag Nahash）

### 最佳瑞士藝人
- Baschi
- Greis
- Stefanie Heinzmann（英语：Stefanie Heinzmann）
- Lunik
- Marc Sway

### 最佳捷克與斯洛伐克藝人
- Ewa Farna（英语：Ewa Farna）（波蘭）
- Aneta Langerová（英语：Aneta Langerová）（捷克）
- Rytmus（斯洛伐克）
- Charlie Straight（捷克）
- Marek Ztracený（捷克）

## 表演

### 數位演出
- 凱蒂·佩芮—《California Gurls》
- 30秒上火星—《Closer to the Edge》

### 前秀
- 30秒上火星（featuring 肯伊·威斯特) —《Hurricane》／《Power》

### 主秀
- 夏奇拉（featuring 迪利·瑞斯可) —《Loca》／《Waka Waka (This Time for Africa)》
- 里昂王族 —《Radioactive》
- 凱蒂·佩芮 —《Firework》
- 蕾哈娜 —《Only Girl (In The World)》
- 搖滾小子（Kid Rock）—《Born Free》
- 聯合公園 —《Waiting for the End》
- 巴比瑞（featuring 海莉·威廉斯）－《Airplanes》
- 麥莉·希拉 —《Who Owns My Heart》
- Plan B —《She Said》
- 惡女凱莎 —《Tik Tok》
- 邦喬飛 —《What Do You Got?》/《You Give Love a Bad Name》/《It's My Life》

## 頒獎人
- 泰莉·曼森—頒發最佳新人
- DJ Pauly D（英语：DJ Pauly D） 與 Snooki（英语：Snooki）—頒發最佳流行歌手
- 強尼·諾克斯威爾（Johnny Knoxville）—頒發最佳另類歌手
- 凱莉·布魯克和大衛·比茲伯（David Bisbal）—頒發最佳音樂錄影帶
- 艾蜜莉·奧斯蒙—頒發最佳男歌手
- 史萊許—頒發最佳現場演出
- The Dudesons（英语：The Dudesons）—頒發最佳嘻哈歌手
- Alaska（英语：Alaska (singer)）和Joaquín Reyes（英语：Joaquín Reyes (actor)）—頒發最佳西班牙歌手
- 30秒上火星—頒發解放心靈獎
- 麥莉·希拉—頒發最佳搖滾歌手
- 迪利·瑞斯可（Dizzee Rascal）—頒發最佳女歌手
- 蠢蛋搞怪秀演員群—頒發最佳歌曲

## 外部連結
- MTV歐洲音樂大獎官方網站